# Campagna del Mato Grosso
La campagna del Mato Grosso (1864 – 1868) fu la prima fase della guerra della Triplice Alleanza. Cominciò nel dicembre del 1864 con l'invasione del Mato Grosso da parte dell'esercito del Paraguay e finì nell'aprile del 1868 con il ritiro delle truppe di invasione, dopo che il terreno di scontro aveva perso importanza nel contesto generale della guerra.
La campagna militare fu pianificata dal dittatore paraguaiano Francisco Solano López come preludio alle più importanti invasioni di Corrientes e del Rio Grande do Sul; per tutta la sua durata si svolse in territori di difficile accesso, con gravi difficoltà di rifornimento che favorirono la diffusione di numerose malattie.

## Contesto storico

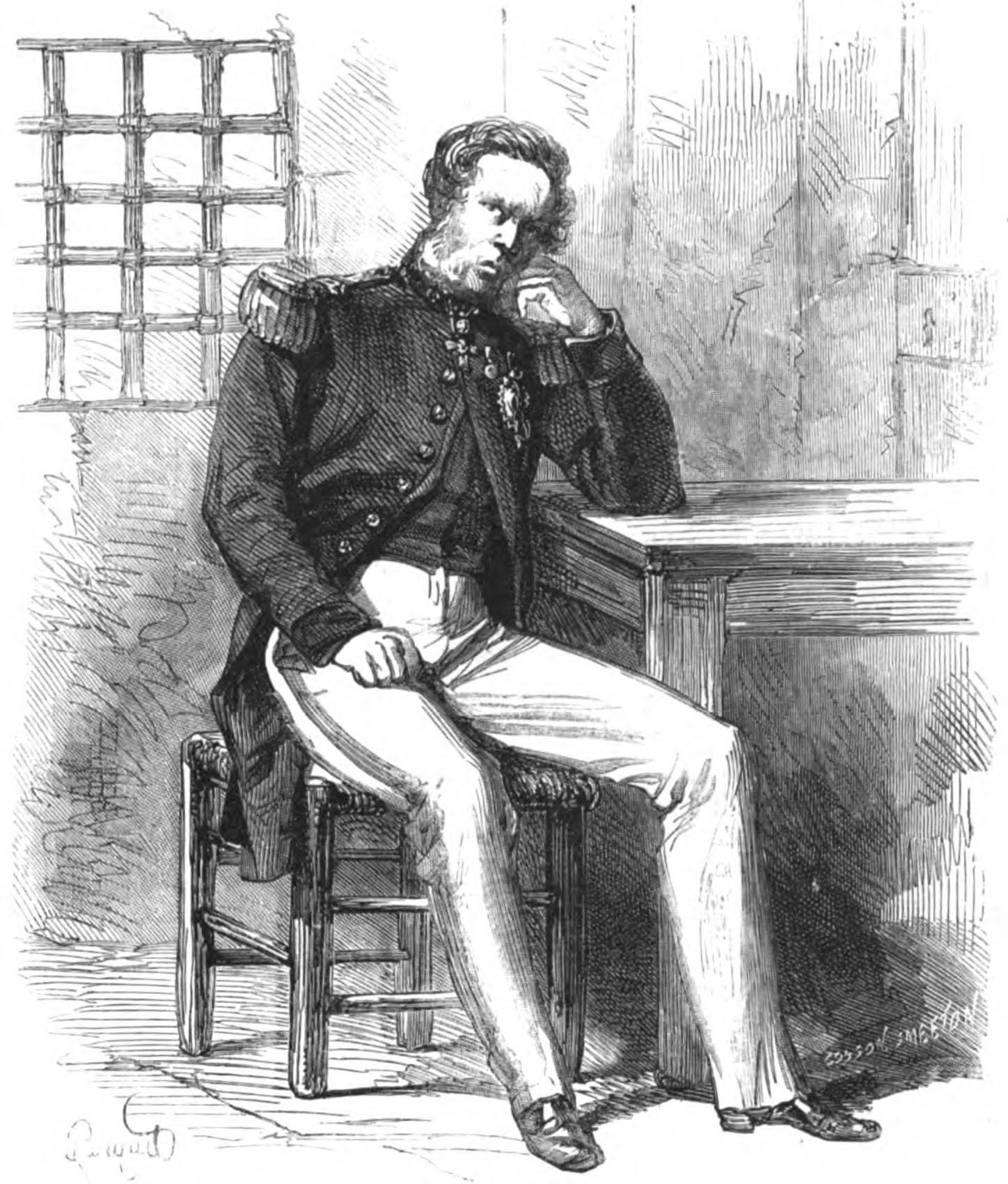
Il Colonnello Frederico Carneiro Campos, presidente della provincia brasiliana del Mato Grosso, prigioniero del dittatore López.

La situazione politica del Cono Sud, da anni in fermento, subì un ulteriore incremento di tensione dal 1863, anno in cui in Uruguay presero il potere i conservatori blancos di Bernardo Berro; i liberali colorados di Venancio Flores, in rivolta contro il presidente, ottennero l'appoggio dell'Impero del Brasile. Preoccupato per la rottura degli equilibri economici e strategici della regione, il presidente paraguaiano Francisco Solano López, dopo aver tentato invano una mediazione, all'ultimatum del governo imperiale nei confronti di quello uruguaiano reagì con una dura nota di protesta, accelerando nel contempo i preparativi per la guerra.
In questo scenario il 12 novembre 1864 López fece sequestrare un battello mercantile brasiliano in quei giorni in navigazione sul Paraguay, il Marquês de Olinda; al suo interno si trovava il nuovo governatore del Mato Grosso, Frederico Carneiro de Campos. Alle proteste dell'ambasciatore brasiliano ad Asunción César Sauvan Viana de Lima il governo paraguaiano rispose con la notifica della rottura delle relazioni tra i due paesi e il divieto di navigazione nelle acque interne paraguaiane. Grazie alla mediazione del ministro statunitense Washburn l'intera legazione brasiliana ad Asunción riuscì alla fine ad ottenere il passaporto per lasciare il paese per via terrestre; il battello sequestrato invece fu armato ed entrò a far parte della flotta paraguaiana.
L'episodio accelerò gli avvenimenti: i brasiliani attaccarono la città di Paysandú ed aiutarono Flores a prendere possesso di Montevideo e del governo uruguaiano; per tutta risposta López decise di invadere il territorio brasiliano del Mato Grosso, dove il nemico avrebbe avuto enormi difficoltà di reazione a causa della scarsità di truppe e dell'isolamento geografico.

## L'invasione
Il 12 dicembre il presidente paraguaiano firmò il decreto che designava i comandanti delle due divisioni di avanzamento nelle figure dei colonnelli Vicente Barrios e Francisco Isidoro Resquín, mentre il 23 dicembre passò in rassegna le truppe pronte all'invasione, che il giorno successivo partirono salutate da una moltitudine di persone.

## Colonna occidentale

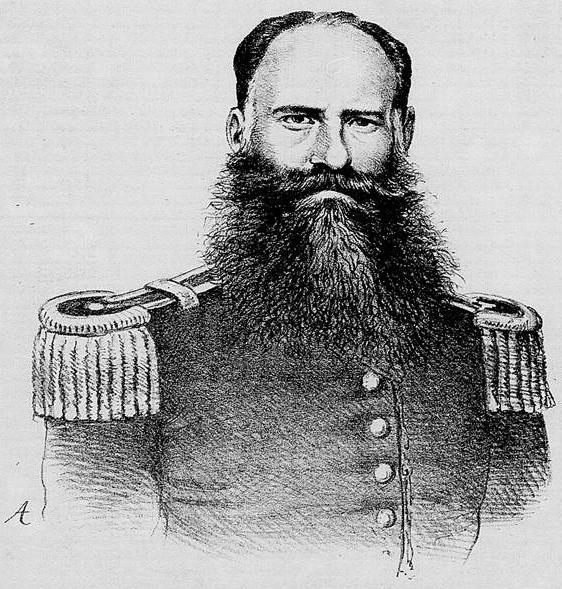
Vicente Barrios.

Al comando del colonnello Vicente Barrios 3 battaglioni di fanteria e 2 squadroni di cavalleria (per un totale di 2 440 persone) furono trasportati attraverso il fiume Paraguay su 5 navi (Tacuarí, Paraguarí, Río Blanco, Ygurey e Yporá),  2 chiatte (Independencia e Aquidabán) e una lancia (il Rosario).

### Coimbra
Il 27 dicembre 1864 Barrios inviò un ultimatum al comandante brasiliano del Forte di Coimbra Hermenegildo Portocarrero, che rifiutò la resa; dopo un bombardamento di due giorni la guarnigione del forte, composta di un centinaio di persone dotate di 30 pezzi d'artiglieria, si ritirò verso nord. I paraguaiani occuparono la postazione abbandonata dal nemico il giorno successivo, 29 dicembre. Tra i brasiliani del forte si trovavano anche una decina di indigeni Kadiwéu con il cacique Lapagate, che dopo la ritirata si presero l'incarico di preparare azioni di disturbo e imboscate.

### Albuquerque e Corumbá
Proseguendo verso nord le truppe paraguaiane riuscirono ad affondare alcune barche brasiliane e occuparono il 1º gennaio 1865 il presidio di Albuquerque, trovando la strada spalancata verso Corumbá, che a quell'epoca contava un migliaio di abitanti e una guarnigione di 500 soldati dotati di buon armamento. Il comandante del presidio militare, colonnello Carlos de Oliveira, dopo aver lasciato intendere l'intenzione di resistere fuggì il 2 gennaio con i suoi ufficiali a bordo dell'unica imbarcazione a vapore brasiliana, l'Anhambaí, abbandonando la popolazione civile al proprio destino. Questa cercò di fuggire su lance improvvisate, cadendo nelle mani della squadra navale paraguaiana; il 6 gennaio l'Anhambaí, tornato a salvare la popolazione in fuga, fu catturato dai paraguaiani, che ne sterminarono l'equipaggio.
La colonna si arrestò nei pressi di una località sul fiume Paraguay chiamata Dourados, nonostante fosse spalancata la strada per l'allora capitale del Mato Grosso, Cuiabá; Barrios si limitò in tal modo ad occupare il territorio conteso da anni tra i due paesi.

### La riconquista di Corumbá

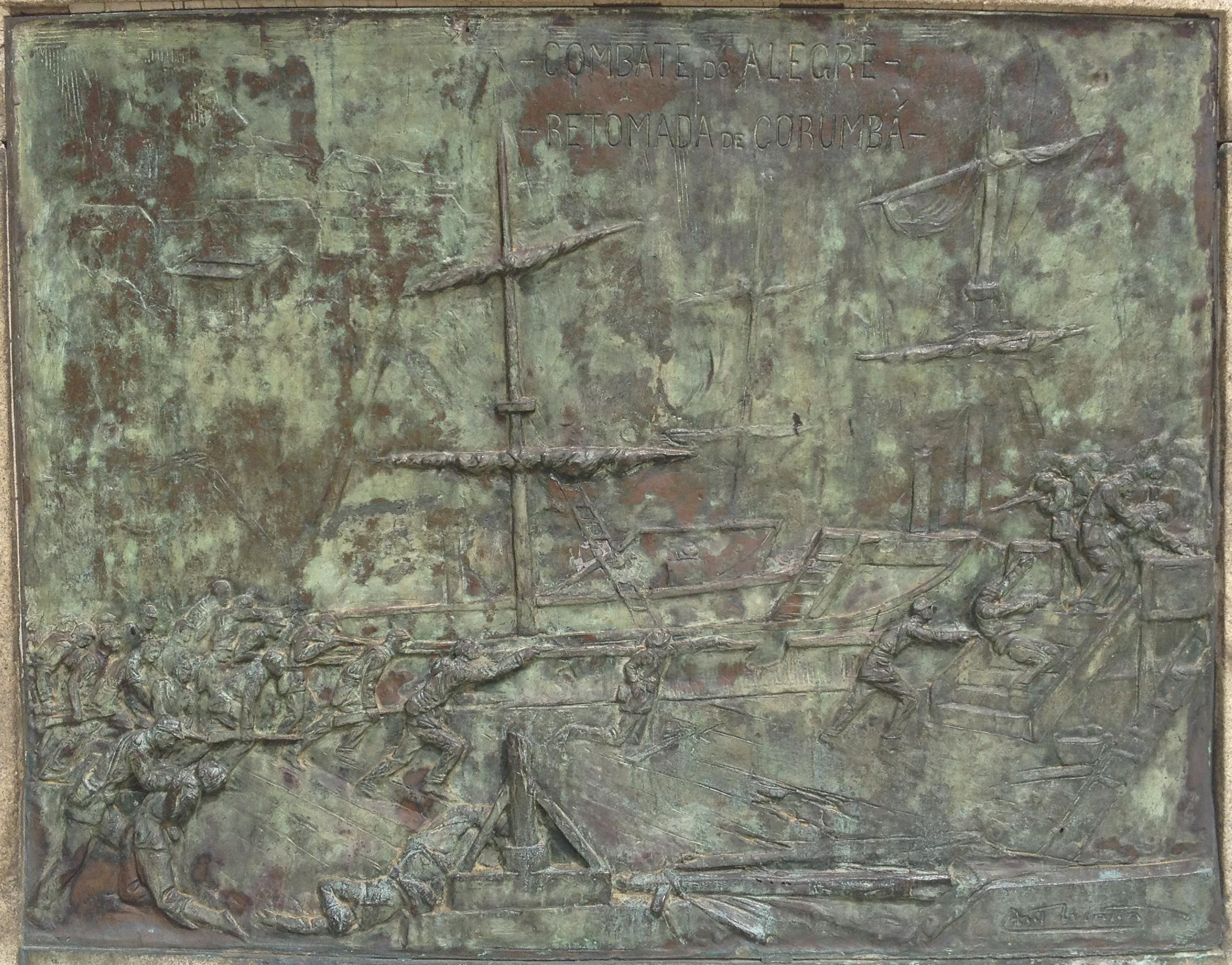
Riconquista di Corumbá.

Nel febbraio del 1867 il nuovo governatore del Mato Grosso, Couto de Magalhaes, intraprese una nuova iniziativa: raggruppati 1 000 soldati al comando del colonnello Antonio María Coelho li imbarcò su 5 navi che, attraverso il Pantanal allagato, aggirarono Corumbá per attaccarla il 13 giugno da sud, cogliendo di sorpresa la guarnigione paraguaiana di 300 soldati, più di metà dei quali morì nell'azione o nelle fucilazioni sommarie che ne seguirono. Lo scoppio di un'epidemia di vaiolo, però, indusse i brasiliani a sgombrare di nuovo il forte il 23 giugno, portando con loro la terribile infezione, che avrebbe in pochi giorni portato alla morte una parte consistente della popolazione di Cuiabá. Il forte fu rioccupato dall'esercito paraguaiano.

### Il ritiro paraguaiano
Lo sfondamento alleato delle posizioni nemiche ad Humaitá, in quello che era divenuto il teatro principale della guerra, indusse il maresciallo López ad ordinare il ritiro dal Mato Grosso di tutte le truppe paraguaiane nell'aprile del 1868; i brasiliani si accorsero del ritiro solo ad agosto, quando entrarono a Corumbá trovandola completamente deserta.

## Colonna orientale
La colonna orientale, comandata dal colonnello Francisco Isidoro Resquín, era composta da un battaglione di fanteria e due reggimenti di cavalleria, per un totale di 1 450 uomini; partita dalla città di frontiera di Concepción si apprestò ad attaccare la colonia militare di Miranda, mentre da essa si staccò una pattuglia destinata ad occupare Dourados.

### Dourados
Il capitano Martín Urbieta, al comando di 365 soldati paraguaiani staccatisi dalla colonna orientale, puntò verso la colonia militare di Dourados, fondata dai brasiliani nel 1856 con lo scopo di occupare i territori contesi tra le due nazioni. Il comandante della piazza militare, Antônio João Ribeiro, fece evacuare il 28 dicembre l'esigua popolazione civile, rimanendo nella colonia con una guarnigione di 14 soldati; il giorno seguente Urbieta intimò la resa della piazza militare, che fu rifiutata dal comandante brasiliano. Nello scontro a fuoco che ne seguì, in cui persero la vita due soldati brasiliani oltre allo stesso Ribeiro, i paraguaiani riuscirono facilmente a prendere possesso della colonia militare.

### Miranda, Nioaque, Forte di Miranda e Coxim
Mentre il capitano Urbieta si impossessava di Dourados la colonna principale riuscì ad entrare nella colonia militare di Miranda, abbandonata da civili e militari in vista dell'arrivo dei paraguaiani; in seguito, dopo uno scontro armato con i brasiliani ritiratisi dalle postazioni più avanzate, Resquín occupò il 2 gennaio 1865 il villaggio di Nioaque, abbandonato dai suoi difensori. Continuando la sua avanzata in territorio nemico, la colonna occupò il villaggio di Miranda (da non confondere con l'omonima colonia militare già conquistata in precedenza) e infine il villaggio di Coxim senza incontrare alcuna resistenza.

## La ritirata da Laguna
L'episodio della "Ritirata da Laguna" fu un particolare episodio della guerra della Triplice Alleanza, e in particolare della "Campagna del Mato Grosso", immortalata dallo scrittore Alfredo d'Escragnolle Taunay, che vi partecipò attivamente.
L'invasione del Mato Grosso aveva fatto prospettare ai comandi brasiliani la creazione di un corpo di spedizione terrestre in grado di riconquistare il territorio perduto e, in seguito, di invadere il Paraguay da nord; tuttavia, a causa delle diserzioni e delle epidemie di vaiolo che colpirono i diversi contingenti provenienti dalle province di Minas Gerais e San Paolo solo nel luglio del 1865 si riuscì ad assemblare un contingente di 3 000 uomini ad Uberaba. Partita con lo scopo di rafforzare le difese brasiliane di Cuiabá, la spedizione ricevette in marcia l'ordine di puntare sul villaggio di Miranda, controllato dai paraguaiani, attraversando un esteso territorio infestato dalle febbri palustri; arrivata nel dicembre del 1865 a Coxim, isolata dalle alluvioni del Pantanal e abbandonata dal nemico ritiratosi a sud del fiume Apa, cominciò ad essere colpita dalla fame e dalle malattie.
Nella lunga marcia verso Miranda, raggiunta il 17 settembre 1866 la spedizione perse a causa del clima malsano del territorio anche il suo comandante, il colonnello Fonseca Galvao; all'arrivo nell'avamposto, che era stato abbandonato anch'esso dagli stessi paraguaiani, il contingente aveva percorso in due anni 2 112 chilometri, perdendo un terzo dei suoi effettivi.

### L'invasione del Paraguay

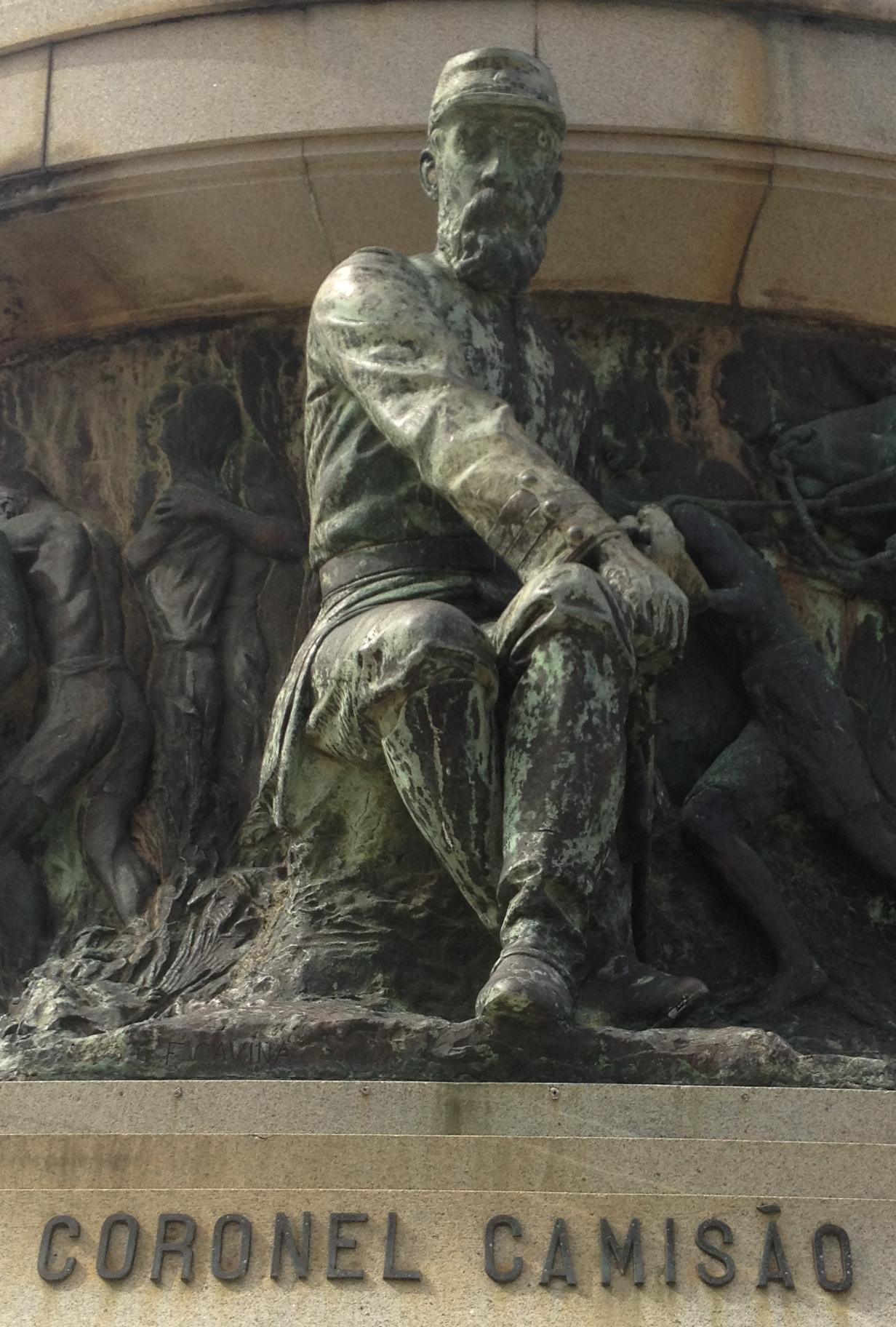
Colonnello Carlos de Morais Camisão.

Dopo aver passato diversi mesi nell'insalubre Miranda il nuovo comandante della spedizione, Carlos de Morais Camisão, decise nel gennaio del 1867 di spostare l'accampamento militare in condizioni igieniche e sanitarie migliori a Nioaque. Da qui progettò l'invasione del nord del Paraguay: il 21 aprile le forze brasiliane occuparono il forte di Bella Vista, che era stato precedentemente incendiato dai paraguaiani, impegnati a fare il vuoto attorno alla spedizione brasiliana. La mancanza di viveri e approvvigionamenti spinsero quest'ultima ad attaccare poco lontano i possedimenti di Laguna, di proprietà di Francisco Solano López, destinati all'allevamento; l'attacco provocò un ingente numero di perdite al nemico, ma non avendo trovato alcun capo di bestiame i brasiliani furono costretti a ritirarsi dalle loro posizioni.

### Il ritorno a Coxim

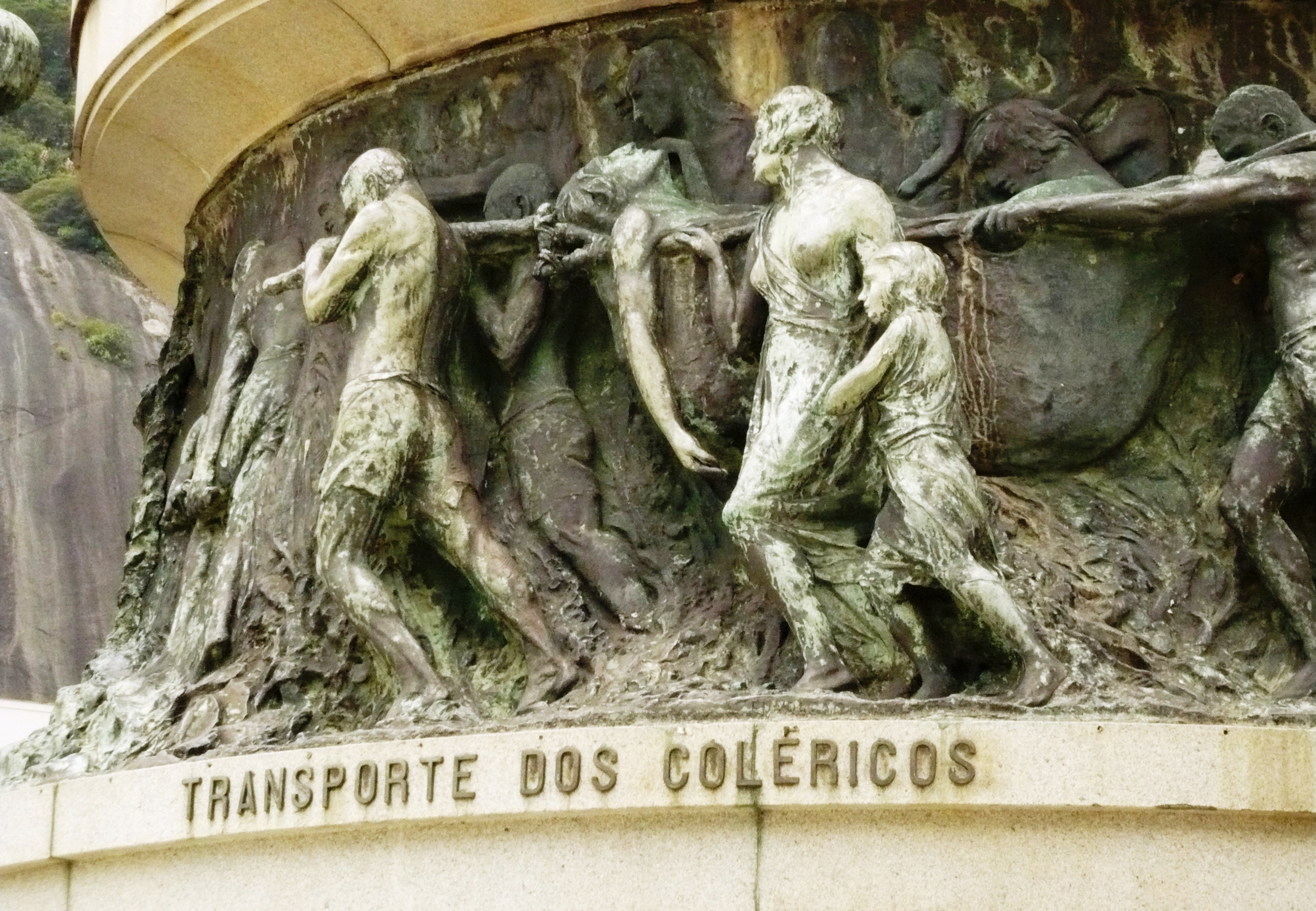
Trasporto di pazienti affetti da colera.

In totale carenza di viveri e flagellata da malattie come il colera, il tifo e il beriberi, la colonna brasiliana iniziò a ritirarsi incalzata dalla cavalleria paraguaiana, che utilizzando tattiche di guerriglia le infliggevano numerose perdite; il 25 maggio la spedizione riuscì a respingere un attacco nemico, riuscendo anche a provocare numerose perdite. Tuttavia le condizioni del ritiro erano così disperate che 130 malati di colera furono abbandonati, chiedendo al nemico una compassione che non ebbe: furono tutti giustiziati. Lo stesso comandante Camisão morì di colera il 29 maggio. Arrivata a Nioaque il 4 giugno, la spedizione scoprì che questa era stata abbandonata dalla piccola riserva lasciata in precedenza, ed era stata devastata dai paraguaiani; una bomba posta da questi nella chiesa, unico edificio rimasto intatto, uccise 15 soldati brasiliani.
Dei 1 680 soldati che avevano intrapreso l'invasione del Paraguay 980 furono uccisi dalle malattie, dalla fame e dal nemico; soltanto 700 di loro riuscirono l'11 giugno 1867 a tornare al sicuro a Caxim in pessimo stato.